# Richard B. Thomsen
Richard B. Thomsen (12. februar 1888 i Tvøroyri - 4. april 1970) var en færøsk forfatter og erhvervsmand.
 
Hans farfar var Thomas F. Thomsen fra København, som købte den kongelige monopolhandels afdeling (udhandel) i Tvøroyri den 9. juni 1856 for 4410 rigsdaler, efter at en ny lov ophævede den danske stats monopol på handel på Færøerne. Han overtog skødet den 8. august samme år og grundlagde sin egen handelsvirksomhed der.

## Livsforløb
Allerede da Richard var en lille dreng rejste han til Danmark for at gå i Borgerdydskolen, hvor han tog eksamen. Derefter rejste han hjem igen til Tvøroyri og fik en handelsuddannelse i virksomheden, som hans far Hans Georg Thomsen overtog i 1872. Senere rejste Richard til England, Tyskland og Amerika, for at lære sig fremmedsprog og handelsvirksomhed. Da Hans Georg Thomsen døde i 1911, overtog Richard B. Thomsen og hans brødre Tummas og Herluf Thomsen i 1911 ledelsen af virksomheden T.F. Thomsen A/S. Virksomheden ejes stadig af familien. I 1927 besluttede Richard at trække sig fra virksomheden T.F. Thomsen A/S, i stedet startede han sin egen virksomhed Richard B. Thomsen A/S, som stadig eksisterer anno 2016. Richard B. Thomsen gik nye veje og var i 1921 en af grundlæggerne af A/S Tveraa Fiskeriselskab, som ejede trawlerne »Nýpan«, »Grímur Kamban« og »Magnus Heinason«. I 1920'erne og 1930'erne opstod der kriseår, og dette ramte også Richard B. Thomsen, hvis virksomhed indskrænkedes. Det var efter disse kriseår, at han begyndte at skrive skønlitteratur. Han skrev mest på dansk og skrev specielt om erhvervslivet på Færøerne med tema, om skiftet fra det patriarkalske bondesamfund til den moderne fiskeindustrisamfund i slutningen af det 19. århundrede og i starten af det 20. århundrede. Han debuterede i 1944 med romanen Blámannavík, og derefter udgav han i alt 10 romaner i 1940'erne og 1950'erne. Richard B. Thomsen var den mest læste forfatter i Danmark i starten af 1950'erne. Flere end 100.000 bøger blev solgt. De stærke viljer solgte bedst, over 60.000 bøger blev solgt, og bogen blev også oversat til engelsk, den fik titlen The Tyrants. To af hans børnebørn er også forfattere: Heine Hestoy og Ingrid Hestoy, som er børn af Richard B. Thomsens datter Birgit Hestoy (født Thomsen). Heine og Ingrids bror, Jon Hestoy, var Færøernes første elitesvømmer og var bl.a. danmarksmester og formand for Færøernes Svømmeunion i 14 år frem til 2014.

## Biografi
- 1944 - Blámannavík (roman)
- 1945 - Lagnan (roman)
- 1948 - Riddarhøfn (roman)[9]
- 1950 - Evigt står fjeldene (roman) København, Aschehoug, 328 sider[10]
- 1951 - Når fossens sang dør hen, Aschehoug (roman)[11]
  - 1951 - Hreimur fossin hljóðnar, Akureyri : Norðri oversat til islandsk af Konrað Vilhjálmsson
- 1951 - Mod længslernes land (roman)
  - 1954 - Mot lengslenes land, Stavanger : Stabenfeldt Forlag, (oversat til norsk af Else-Marie With)[12]
- 1952 - De stærke viljer (roman)
  - 1955 - The tyrants, New York : Putnam, (oversat til engelsk af Naomi Walford)[13]
- 1953 - Lænkerne løsnes (roman)
- 1954 - Drømme der brast (roman)
- 1957 - Skæbneøen (roman), København : Grafisk Forlag, 254 sider